# Къща музей „Пейо Яворов“ (Чирпан)
Къщата музей „Пейо Яворов“ е мемориален ансамбъл в центъра на град Чирпан, посветен на живота и творчеството на поета революционер Пейо Крачолов Яворов. Ансамбълът включва родната къща на поета с двора и изградена допълнително експозиционна зала.
Пейо Яворов е роден в Чирпан на 1 януари 1878 г. (13 януари по нов стил) и живее в родната си къща до 17-годишна възраст. Освен с активната си литературна дейност, Яворов е известен и като участник в българското национално движение за освобождение на Македония и в Балканската война.

## История
Родната къща на Яворов е обявена за музей на 31 октомври 1954 г. по повод 40-годишнината от смъртта му. През 1977 година е обявена за архитектурно-строителен паметник (Държавен вестник, бр. 72).
Домът на Яворов е място за поклонение още ог смъртта му. През 1924 г., на 10-годишнината от смъртта на поета, домът е посетен от Гео Милев, който съветва близките му да съхранят автентичната обстановка, защото един ден ще стане народен музей. Голямата сестра на Яворов, Мина,  отделя една от стаите на къщата за почитатели на поета. Голяма заслуга за превръщането на дома в музей има Ганка Найденова-Стоилова, племенница на поета от сестра му Екатерина.
През 1973 година музеят е разширен с откриването на експозиционна зала. На 13 юли 2006 г. е включен в списъка на Стоте национални туристически обекта.

## Експозиция
Родната къща на поета е скромна, леко повдигната над земята, с малка веранда и три стаи, зимник под земята и кладенец на двора.
Експозицията на музея представя оригиналната битова подредба на кухнята, гостната и т.нар. „Пейова“ стая. В гостната може да бъде видян портретът на Хаджи Димитър и Стефан Караджа. Гостната е запазена във вида, в който семейство Яворови я е подредило, готвейки се да посрещне поета и съпругата му Лора през септември 1913 г. Средната стая била на майката на поета Гана Крачолова, където тя обичала да пее български народни песни.
В Пейовата стая е запазена работната маса на поета, върху която е стояла любимата му книга – „Фауст“ на Йохан Гьоте, и неговото легло с метални решетки.
Сред зеленината на двора са разположени бюст на Яворов от Мара Георгиева и скулптурата на Иван Лазаров „Майка Македония“; на гърба на експозиционната зала има сграфито от Димитър Киров.
В допълнителната експозиционна зала са показани снимки и вещи, представящи живота и творчеството на Яворов.

## Събития
От 1968 г. в Чирпан се провеждат ежегодни Яворови януарски дни. Откриването им е на рождения ден на поета – 13 януари. Културното мероприятие е съпроводено с литературни четения, изложби, кръгли маси и др.